# Uszáma ibn Munkidz
Uszáma ibn Mursid ibn Munkidz (arabul: أسامة بن منقذ, Usāma ibn Munqidh; Sajzar, 1095. július 4. – Damaszkusz, 1188. november 16.) szíriai emír, költő, író, katona és diplomata. Memoárja, az Intelmek könyve (arabul: كتاب الاعتبار, Kitáb al-i’tibar) a keresztes hadjáratok korának fontos forrásműve.

## Élete
Uszáma ibn Munkidz az Orontész partján fekvő Sajzarban született 1095-ben, abban az évben, amikor II. Orbán pápa meghirdette az első keresztes hadjáratot. A város a kicsi, de független Sajzari Emirátus központja volt, melyet Uszáma nemzetsége – a beduin eredetű Banú Munkidz uralt Apja – Madzs ad-Dín Abú Szaláma Mursid ibn ’Ali – lemondott a hatalomról Uszáma nagybátyja javára, hogy kedves időtöltéseinek, a Korán másolásának, és a vadászatnak éljen. Élete folyamán negyvenhárom kalligrafikus szépségű koránmásolatot készített. Uszáma kora ifjúságától részt vett az emirátus harcaiban, valamint az atyja és nagybátyja által szervezett nagyszabású vadászatokon. Harcolt az asszaszinok ellen az 1114-es ostrom során. Ő is ott volt 1115-ben, mikor a Salernói Roger, Antiochia régense, valamint a damaszkuszi Toghtekin atabég és az ortokida Ilghází herceg támadását verték vissza Sajzar védői. A kisebb nagyobb összecsapások a frankokkal, illetve a közeli Humsz és Hama csapataival mindennaposak voltak. Uszáma 1131-ben csatlakozott Imád ad-Dín Zangi moszuli atabéghez. Ezután csak rövid időre tért vissza Sajzarba. A város védői között volt, amikor Komnénosz János 1137-ben a frankok támogatásával ostrom alá vette a várost. Uszáma memoárjában a hosszú és komoly pusztítást okozó ostrom színes leírását adja. A bizánci sereg egyébként hatalmas kártérítés fejében elvonult anélkül, hogy elfoglalta volna a várost.

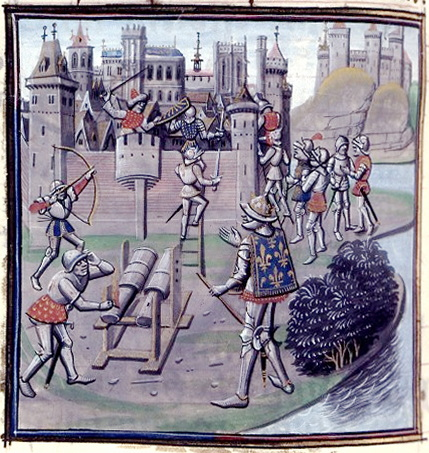
Sajzar ostroma, Türoszi Vilmos: Historia rerum in partibus transmarinis gestarum, Brugge, 15. századi kódex

Hatalmát féltő nagybátyja 1138-ban száműzte Uszámát, aki Mu‘in al-Dín Unur tanácsadója lett. Az idős mameluk Unur jó katona és kitűnő diplomata volt. Ebben az időben Imád ad-Dín Zangí fő törekvése Damaszkusz megszerzése volt. Damaszkusz fiatal atabégjét, Siháb ad-Dín Mahmúdot – talán Zangí felbujtására – három kedvenc apródja meggyilkolta. Unur azonban úrrá lett a helyzeten; az összeesküvőket keresztre feszíttette, az atabég féltestvérét – Dzsamál ad-Dín Muhammadot – meghívta Damaszkusz trónjára, de a tényleges hatalmat ő maga gyakorolta. Mikor 1140-ben Zangí Damaszkusz ellen fordult, Dzsamál ad-Dín Muhammad váratlanul meghalt. Ebben a válságos helyzetben vette át Damaszkusz irányítását Mudzsír ad-Dín régenseként Unur. Szövetségesre volt szüksége, így elküldte követként Uszámát Fulkó jeruzsálemi királyhoz. Uszáma 1138-ban már járt Jeruzsálemben Unur megbízásából, hogy egy Zangí ellenes szövetség lehetőségéről tárgyaljon. Az első követjárás nem járt sikerrel, de a második alkalommal Fulkó király elfogadta az Uszáma által közvetített feltételeket; húszezer bizánci arany és Bánjász vára fejében jelentős sereget küldött Damaszkusz felmentésére. A szövetség sikeresnek bizonyult. Zangí harc nélkül visszavonult Damaszkusz alól. Ezután Unur csapatai és a frankok közös erőfeszítéssel elfoglalták Bánjászt, amit korábbi frank kormányzója, Brus-i Rainert kapott vissza. Unur és Uszáma ezután együtt látogatott el frank szövetségeseikhez. A látogatás rendkívül szívélyes légkörben zajlott. A frankokkal való közeli ismeretség során szerzett tapasztalatairól sok érdekeset megtudunk Uszáma memoárjából, az Intelmek könyvéből. Uszáma később túlságosan belebonyolódott a damaszkuszi udvar szövevényes belső küzdelmeibe, és 1144-ben távozni kényszerült.
Damaszkuszból a hanyatló fátimida Egyiptom fővárosába Kairóba ment. Itt al-Háfiz kalifa és asz-Szallár vezír vendégszeretetét élvezte. Al-Háfiz 1149-es halálát polgárháború és általános zűrzavar követte, ami felkeltette a frankok érdeklődését. A veszélyt látva asz-Szallár vezír felkérte Uszámát, hogy menjen követségbe Zangí fiához és utódához Núr ad-Dínhez. Arra kellett volna rávennie Núr ad-Dínt, hogy Galileában támadja meg a frankokat, akik így nem tudnának Egyiptomra felé terjeszkedni. Arra az esetre, ha Núr ad-Dín nem hajlandó együttműködni, Uszáma azt az utasítást kapta, hogy menjen a Fátimidák utolsó – a Szentföldön megmaradt erősségébe Aszkalonba – és vezesse a város megerősítését. A küldetés Núr ad-Dínnál nem járt sikerrel, ám a várt nagy erejű támadás frankok részéről így is elmaradt. Uszáma tehát Aszkalonba ment, ahol részt vett a keresztesek elleni kisebb csatározásokban és a város megerősítésében. Ebben az időben építettek a falakra három nagy tornyot. Uszámának azonban vissza kellett térnie Kairóba. Testvére – ’Izz ad-Dawla Abú’l-Haszan ’Ali, aki küldetése során idáig Uszámával tartott – Aszkalonban maradt, ahol nem sokkal később a harcok áldozata lett. Végül 1153-ban a keresztesek hosszú ostrom után bevették Aszkalont.
Uszáma arra tért vissza, hogy asz-Szallárt – a kalifa jóváhagyásával – meggyilkolták. Sötét idők jártak ekkortájt a kairói udvarban. Cselszövések, ármánykodások után Nászir ad-Dín – aki az új vezír fia volt – 1154. április 15-én meggyilkolta al-Záfirt, a fiatal kalifát. Uszáma szerepe az eseményekben az volt, hogy ő békítette ki egymással a vezírt és fiát, aki korábban éppen a kalifa buzdítására saját apját – Ibn ’Abbaszt – akarta megölni. Az al-Záfir elleni merénylet után Ibn ’Abbász úgy tett, mintha a gyilkos nem saját fia, hanem a kalifa fivérei lettek volna, tehát kivégeztette őket. A trónra al-Zafir ötéves kisfiát ültették, aki előtte kénytelen volt végignézni rokonai lemészárlását. A kalifa megmaradt rokonai ekkor Felső-Egyiptom kormányzójához – Ibn Ruzzikhoz – fordultak segítségért. Amikor Ibn Ruzzik seregei Kairóba értek, az összeesküvők, a köreikhez tartozó Uszámával együtt elmenekültek. Miután a menekülők szerencsésen átjutottak a Sínai-félsziget sivatagán, frank csapatok ütöttek rajtuk. A frankok Ibn ’Abbászt megölték, fiát Nászir ad-Dínt elfogták, és hatvanezer dinárért kiadták a kairói udvarnak, ahol al-Záfir rokonai megölték. Uszáma azonban szerencsésen megmenekült és eljutott a damaszkuszi udvarba.
Damaszkuszban Núr ad-Dín nem fordított olyan figyelmet Uszámára, mint korábbi patrónusai. A legnagyobb csapást azonban az 1157. évi nagy földrengés okozta a számára, melyben szülővárosa Sajzar romba dőlt és a romok alatt szinte egész rokonsága elpusztult. Ezután a várost az asszaszinok vették birtokukba. Uszáma 1164-ben Dijarbakirba költözött Kara Arszlán ortokida emír udvarába, ahol az írásnak szentelte magát. 1174-ben fia, Murhaf, rávette, hogy költözzön át Szaladin udvarába. Itt írta élete végén memoárját, az Intelmek könyvét. 93 éves korában, 1188-ban halt meg. A Qászijún hegyén temették el. Ezt a helyet szentnek tartották; Ádámmal, Ábellel és Ábrahámmal hozták kapcsolatba.

## Művei
- Kitáb lubáb al-ádáb, ed. A. M. Sákir, Kairó (1935).
- Díwán, A.A. Badawí és H. ’Abd al-Madzsíd, Kairó (1953).
- Kitáb al-badí, A.A. Badawí és H. ’Abd al-Madzsíd, Kairó (1960).
- Kitáb al-mamázil wa’d-dijár, A. B. Khalidov, Moszkva (1961).
- Intelmek könyve (Kitáb al-i’tibar), fordította Simon Róbert, Corvina, Budapest, (2006).

Hartwig Derenbourg fedezte fel főművének, az Intelmek könyvének hiányos kéziratát 1880-ban az Escorialban. A mű 1894-es francia kiadása valódi irodalmi szenzáció lett. Ez után fordult a figyelem Uszáma többi még fellelhető műve felé. Valószínűleg így is életművének nagy része elveszett.

### Intelmek könyve
Uszáma ibn Munqidz fő műve a Intelmek könyve a keresztes háborúk korának rendkívül életteli leírása. Ez a frissesség az, ami a mai olvasót megérinti.
A memoár első része az Uszáma által megélt történelmi eseményeket írja le. Sajnos a kézirat eleje hiányzik. Hogy mennyi, azt nem lehet egyszerűen kikövetkeztetni, mert a szerző nem törekedett időrendi hűségre. Az eseményeket olyan sorrendben írta le, ahogy eszébe jutottak, illetve, ahogy bizonyos hasonlóságok alapján célszerűnek tartotta.
Igazán maradandó és páratlan a kor hétköznapjainak leírása. Családja életének érdekes eseményei, a solymászat, oroszlán- és párducvadászat, korának orvostudománya, a lótolvajlás vagy mindennapos csetepaték történetei elénk varázsolják a keresztes háborúk korának első századát.
Igen érdekes Uszámának a frankokról kialakított véleménye. Bár vitézségüket nagyra becsülte, orvostudományukat, joggyakorlatukat kezdetlegesnek tartotta. Meglepte és taszította a nők szabados viselkedése. Különbséget látott a már régebb óta keleten élő, a helyi kultúrához részben asszimilálódott frankok, és az újonnan érkezett, faragatlan és durva keresztesek között.

#### Magyarul
- Intelmek könyve. Egy szíriai emír memoárja a keresztes háborúk korából; ford., jegyz., utószó Simon Róbert; Corvina, Bp., 2006 (Keleti források)